# Султанша
«Султа́на» (англ. Sultána) — деревянный колёсный пароход, построенный в Соединённых Штатах Америки на верфи в Цинциннати, расположенной на реке Огайо, в 1863 году.
Затонул 27 апреля 1865 года на реке Миссисипи близ Мемфиса вследствие взрыва парового котла. Пароход перевозил с юга США освобождённых из плена солдат северян. В результате катастрофы погибли 1653 человека (более семидесяти скончались от ран и травм позже), спаслись 741 человек. Это кораблекрушение по числу жертв является самой масштабной катастрофой XIX века и по сей день удерживает печальный рекорд по числу жертв на речном транспорте.

## Перед катастрофой
В начале второй половины XIX века пароход «Султанша» являлся одним из самых больших судов США, имея длину свыше 79 м (260 футов), ширину около 13 м (42 фута); вместимость корабля составляла 1719 регистровых тонн. Пароход имел три палубы. Судно было способно развивать скорость до 23 км/ч. Пароход был рассчитан на перевозку до 276 каютных и 400 палубных пассажиров. Экипаж корабля составлял 85 человек. Пароход совершал регулярные рейсы по маршруту Сент-Луис — Новый Орлеан — Сент-Луис.
Во время гражданской войны в ходе боевых действий между аболиционистскими штатами Севера и 11 рабовладельческими штатами Юга большинство кораблей были либо уничтожены, либо повреждены, и поэтому регулярные пассажирские рейсы по реке Миссисипи совершали, помимо «Султанши», только два судна — «Паулина Кэролл» и «Оливковая ветвь». 
Война закончилась, и в апреле 1865 года штаб Улисса Симпсона Гранта принял решение возвратить домой северян — пленников конфедератов. В городе Виксберге бывшие заключённые из тюрем Мейсона, Андерсонвилля, Кахабы и Фиско взошли на борт парохода, который должен был доставить их домой после почти двухлетнего плена.
Когда на судне уже находилось около семидесяти каютных пассажиров, капитан корабля Дж. Мэсон (англ. J. C. Mason) получил приказ, который предписывал ему принять на борт парохода 2239 освобождённых пленников. Таким образом, на судне на момент отплытия вместе с экипажем насчитывалось 2394 человека, в 3,5 раза больше расчётного. Один из участников событий, солдат Честер Берри, который был взят южанами в плен в боях близ Фредериксбурга, так описал происходящее:

Когда мы садились на пароход, на его палубах царило веселье, словно на свадьбе. Я никогда в жизни не видел более радостной толпы, чем эти бедные голодные парни. Большинство из них долгое время находились в плену, некоторые даже по два года, многие из них были ранены. В счастливом ожидании скоро увидеть отчий дом они не обращали внимания на эту страшную тесноту. На нижних палубах солдаты лежали вплотную друг к другу. У всех была одна заветная мечта — быстрее попасть домой.

Паровые котлы были весьма чувствительны к глине и песку, поэтому судно, использовавшее для котлов взмученную забортную воду, было вынуждено периодически останавливаться на пути следования, чтобы продуть и прочистить от грязи паровую машину. На этом категорически настаивал старший механик корабля Нэйт Уинтрингер. 
К пристани Мемфиса пароход пришвартовался вечером 26 апреля. На корабль погрузили горючее и провиант и провели необходимое техническое обслуживание. Около полуночи корабль отшвартовался и продолжил движение по заданному маршруту. Вахту у штурвала занял сам капитан, ибо эта апрельская ночь выдалась тёмной, а кораблю предстояло пройти мимо островов, которые на лоцманской карте обозначались как «Старая курица с цыплятами», и места эти буквально кишели отмелями. В машинном отделении дежурил второй механик «Султанши» Клеменс.
27 апреля около двух часов ночи корабль миновал неосвещённую пристань Тэглеман и первый остров «Старой курицы». Бывшие пленники погрузились в сон, заполнив не только палубы корабля, но и все внутренние проходы, трапы, коридоры, а некоторые были вынуждены разместиться в машинном отделении. До катастрофы оставалось менее часа.

## Катастрофа

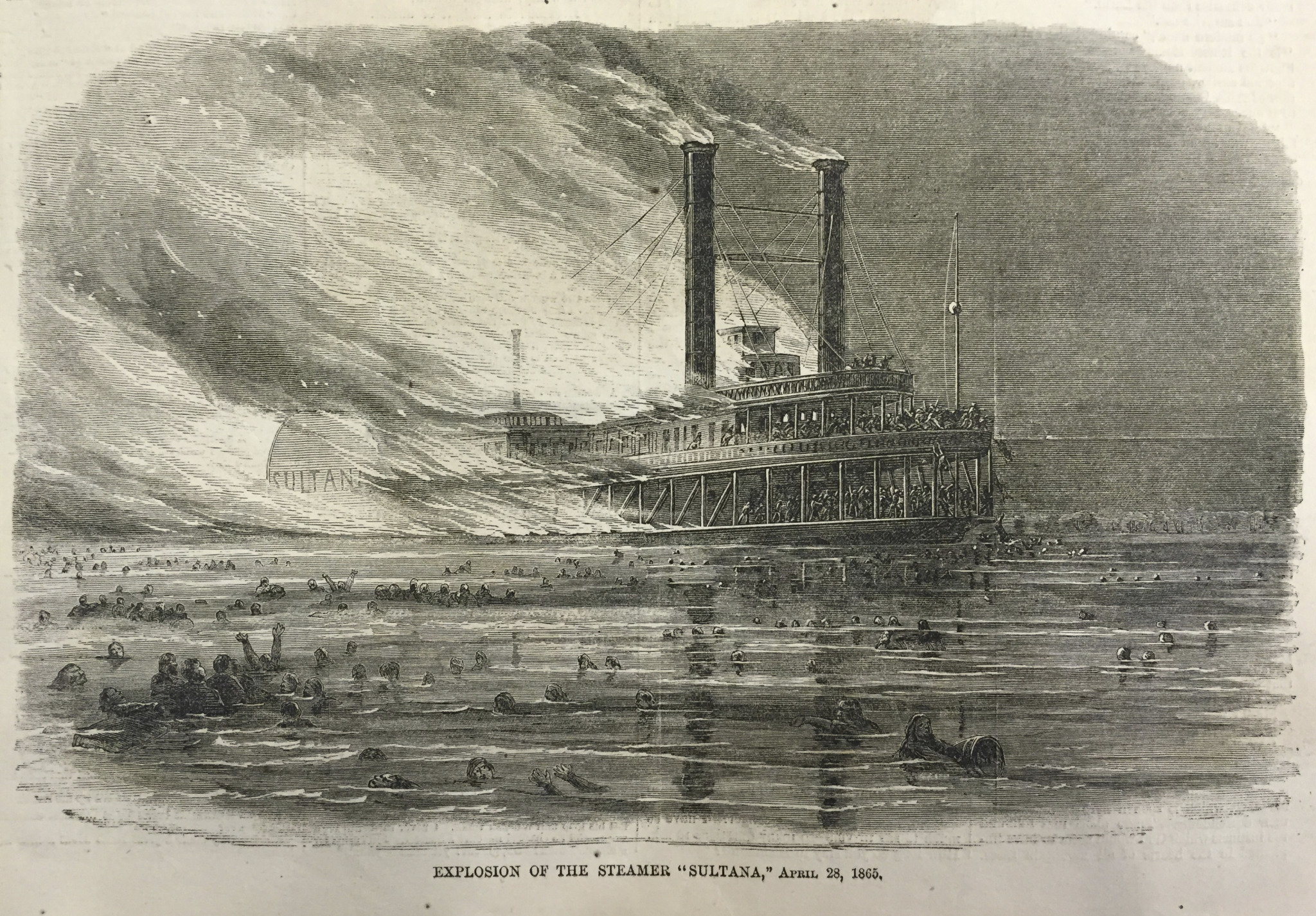
Катастрофа парохода «Султанша»

Приблизительно в восьми милях вверх по реке от Мемфиса, когда корабельные часы показывали 02.40, на «Султанше» взорвался правый котёл. Мощность взрыва была такова, что палубы вместе с людьми рухнули вниз, а одна из труб была отброшена за борт. Вторая труба обрушилась на переполненную спящими пассажирами носовую надстройку. Возникший в результате взрыва пожар в течение нескольких секунд охватил практически всю среднюю часть деревянного судна. Левый котёл и паровая машина судна не пострадали, и корабль продолжал движение, а возникающий встречный ветер раздувал огонь по всему кораблю. Вскоре большая часть парохода была объята пламенем. В том месте, где произошла катастрофа, ширина Миссисипи достигала пяти километров.
С момента взрыва корабль около часа оставался на плаву. Когда в результате воздействия огня борта парохода прогорели ниже ватерлинии, полыхающее судно затонуло. Тех, кто ещё держался на воде, течение реки увлекло вниз.
Старший механик «Султанши» Нэйт Уинтрингер, единственный офицер из экипажа корабля, оставшийся в живых, написал в своём рапорте:

Сначала я оцепенел от ужаса. Это был какой-то кошмар. Выскочив наверх, я увидел, что кругом в воде плавают люди. Со всех сторон до меня доносился один и тот же крик: «Погасите огонь!» Пламя все увеличивалось. Кругом царил страшный хаос. Я понял, что огонь заставит меня покинуть палубу. Выломав из окна какой-то каюты деревянную штору, я прыгнул за борт.

Другой очевидец трагедии лейтенант Джо Эллиот написал в своих мемуарах:

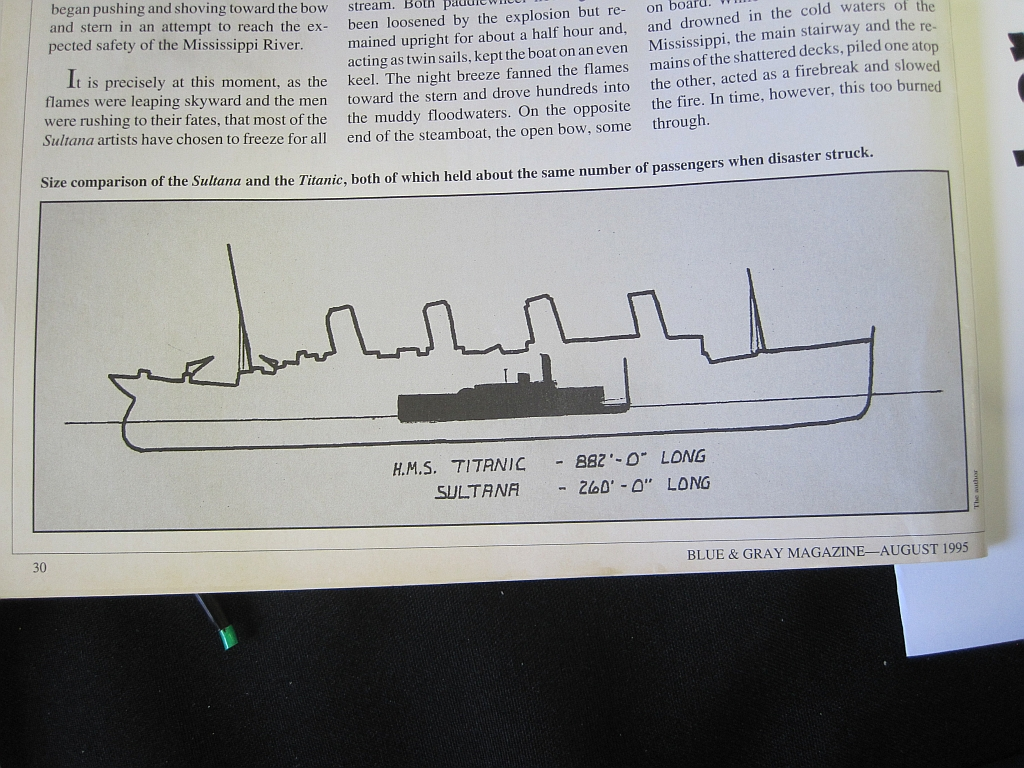
Сравнение «Султанши» и «Титаника»
Несмотря на то, что последний в несколько раз превосходил «Султаншу» по размерам, число жертв в катастрофе «Султанши» было значительно большим

Я не понимал, что творится вокруг меня. Всё это казалось кошмарным сном. Я встал и в каком-то охватившем меня забытьи пошёл на корму парохода. На моём пути находился женский салон. От мужского салона его отделял матерчатый занавес. Я откинул его, чтобы пройти дальше, но какая-то дама преградила мне путь. «Что вам здесь нужно, сэр», — спросила она. Но я не обратил на неё внимания и проследовал дальше. Пройдя женский салон, я оказался на корме парохода и по трапу поднялся на верхнюю палубу. Оттуда вдоль борта я посмотрел на нос судна. Картина была ужасная. Палубы обрушились, одна труба упала за борт, среди языков пламени метались солдаты. Выскакивая из огня, они бросались в воду, прыгали по одному и по нескольку человек. Вода повсюду была усеяна плававшими людьми. Прыгая за борт, солдаты ударялись не о воду, а о головы уже ранее прыгнувших туда, калеча и их и себя…

Мичман Эрншоу, вахтенный броненосца «Эссекс», видел проходившую мимо вверх по течению «Султаншу», но не видел момент взрыва. Услышав грохот, он доложил капитану «Эссекса» лейтенанту Берри: «Близ нашей якорной стоянки взорвался большой колёсный пароход. Горит, искры летят в небо».
На следующий день капитан броненосца написал командованию отчёт об этих событиях, в котором, в частности, говорилось:

Я тут же отдал приказ готовить шлюпки к спуску на воду, это было исполнено незамедлительно. На восьмивёсельном катере, который спустили раньше других гребных судов, я направился на стремнину реки. Это было примерно за два часа до рассвета. Ещё было совсем темно, небо затянуло тучами. Горевший пароход ушёл вверх по реке. Единственным ориентиром для нас были крики раненых и тонущих людей. Первый человек, которого подняли мы с воды в наш катер, настолько окоченел, что отогреть мы его не смогли. Второй, которого мы нашли, тоже вскоре умер. Потом мы стали спускаться вниз по течению, к форту Пикеринг. Стоящий на берегу часовой форта выстрелил в нас и крикнул, чтобы мы причалили к берегу. Мы вынуждены были подойти к нему в то время, когда совсем рядом несчастные молили о помощи, но уже не могли больше держаться на воде. Мы догребли до берега. Часовой приказал мне выйти из катера на берег. Я спросил его, почему он в нас стрелял. Он ответил, что следовал инструкции. Я объяснил этому стражу, что случилось на реке и что мы спасаем тонущих. Он ничего не ответил, и мы снова направились на стремнину. Там мы встретились с нашей гичкой, которая спасла тонущих. Люди настолько окоченели в воде, что их грузили в шлюпки, словно мертвецов.

Когда катер лейтенанта Берри доставил вторую партию пострадавших, часовые форта Пикеринг вновь открыли огонь по спасательной команде. Северяне опасались вылазок партизан, которые не признавали капитуляции, и потому у стоявших в карауле был приказ не допускать неизвестные лодки близко к расположению. Ружейный огонь не прекращался до тех пор, пока начальник форта полковник Каппнер не обошёл все посты лично и не приказал прекратить стрельбу. Выстрелы прекратились лишь на рассвете, когда большинство находящихся в воде людей уже погибли.

## Итоги катастрофы

Памятник погибшим в Ноксвилле (Теннесси)

Во время кораблекрушения парохода «Султанша» погибли 1653 человека, спаслись 741, однако в течение ближайшей недели в госпиталях умерли ещё около семидесяти человек. Общее число погибших превысило 1700 человек.
Печальное лидерство по жертвам на судах вне военных действий — за морским паромом «Донья Пас», столкнувшимся в 1987 году с нефтяным танкером. В столкновении и последующем за ним пожаре погибло более 4 тысяч человек. «Султанша» — вторая в этом списке и первая по числу жертв на речном транспорте. Событие не получило такого общественного внимания, как, например, катастрофа «Титаника» (третья по жертвам), ибо его затмили такие события, как окончание самой кровопролитной войны в истории США и убийство президента Авраама Линкольна.
Шпион южан Роберт Лауден перед смертью признался, что это он подкинул на «Султаншу» бомбу, замаскированную под кусок угля (таковые массово изготовлялись конфедератами). Так ли это, проверить нет возможности.